# Pedale (meccanica)
Il pedale è una leva o un pulsante azionato con il piede. Può fornire energia meccanica ad un dispositivo sfruttando la stessa pressione del piede (eventualmente amplificata da un impianto idraulico), oppure attivare un contatto elettrico.

## Pedale della frizione, del freno e dell'acceleratore

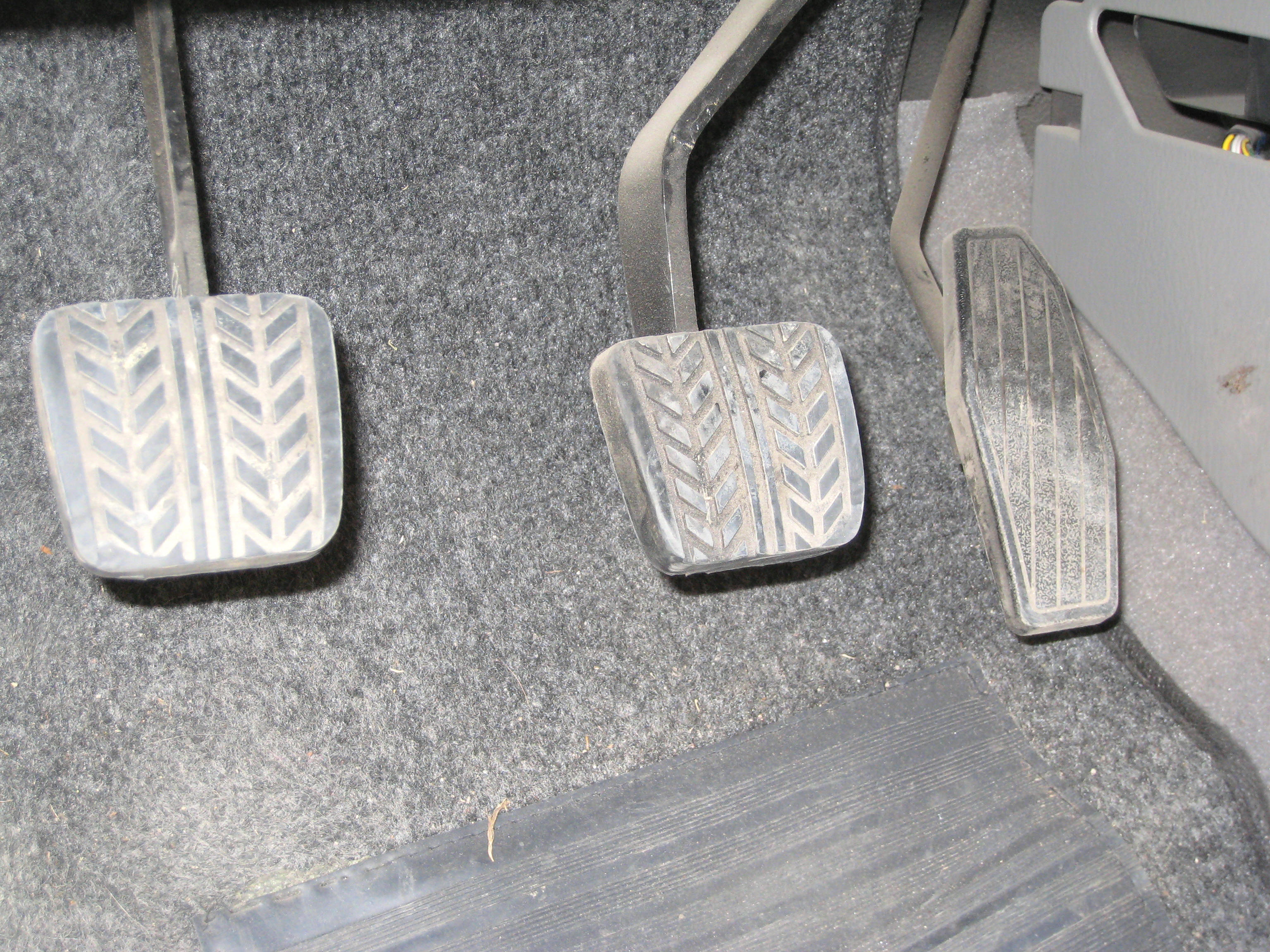
La pedaliera di un’automobile: frizione, freno, acceleratore

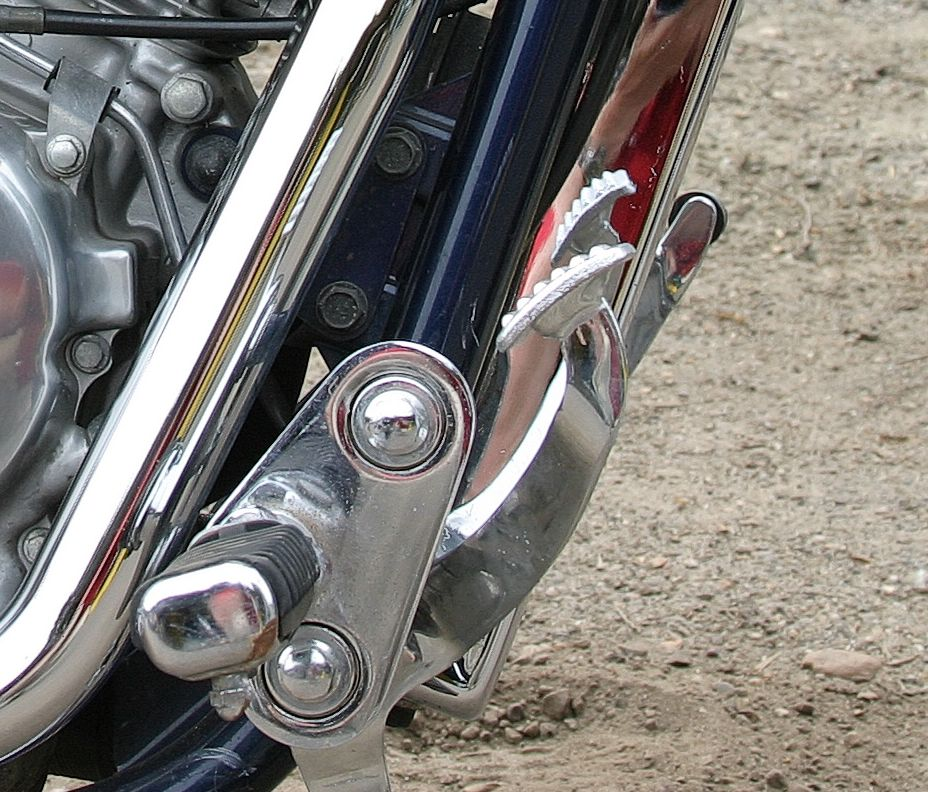
Pedale del freno posteriore di una moto

Questi pedali sono dei pedali di comando, che a seconda della funzione cambiano il loro nome. Possono avere un collegamento a filo d'acciaio, idraulico o a leve a seconda dell'importanza, delle caratteristiche minime da rispettare e dei costi.
Infatti per il comando del freno e della frizione il pedale è collegato tramite un sistema idraulico, nel caso invece degli scooter o di alcune moto il collegamento del freno posteriore al tamburo è tramite filo o idraulico (si possono utilizzare solo questi tipi di connessione perché gli organi da comandare sono situati in posti dove è impensabile attuare un sistema a leve), mentre nelle moto sportive tale pedale può essere sostituito da una leva al manubrio, inoltre il pedale del freno ha un sensore che serve ad avvisare gli altri utenti, quando il conducente del veicolo sta azionando il pedale e inizia la sua decelerazione, questo sensore, in alcuni casi deve essere regolabile, in modo da potersi adattare ad una nuova posizione del comando o per cambiare l'inizio della sua segnalazione;

Il pedale dell'acceleratore invece è collegato tramite il sistema di leve, perché è più rapido ed economico, ma nei mezzi con un controllo elettronico dei corpi farfallati, si utilizza un sistema di rilevamento ad encoder, Potenziometro doppio o Effetto Hall, i quali interagiscono con una centralina ECU.
La loro disposizione può essere:
- Dall'alto, questi pedali hanno l'infulcratura in alto, vicino alla punta del piede, con questo comando si tende più a spingere linearmente sul pedale piuttosto che far inclinare in avanti il piede.
- Dal basso, questi pedali hanno l'infulcratura in basso, vicino al tallone del piede, in modo da conferire un movimento più naturale e favorire l'inclinazione del piede.

## Pedale del cambio

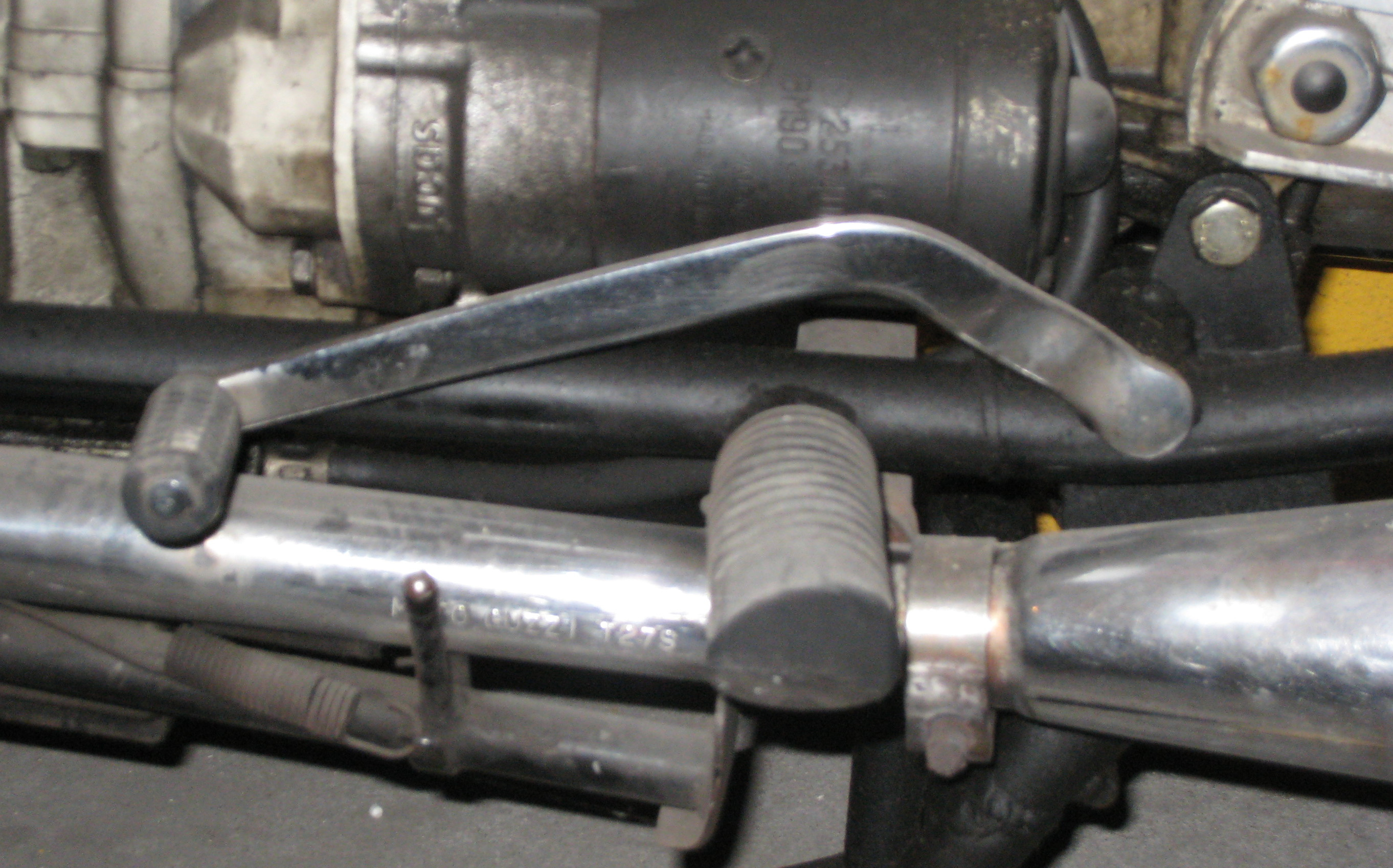
Pedale (normale) del cambio di una motocicletta

Il pedale del cambio viene utilizzato esclusivamente sulle motociclette e può essere di vario tipo, normale o a bilanciere e a seconda del tipo di mezzo può essere montato direttamente sul carter o essere collegata tramite un'asta regolabile.
Il pedale del cambio nella variante a bilanciere, risulta essere una doppia leva e viene utilizzata quando si vuole avere una maggiore comodità nel cambiare, infatti questo tipo di pedale o leva non richiede alcun cambio di posizione del piede come nel pedale normale.
Il pedale quando non è possibile montarlo direttamente sul carter si utilizza un'asta, che ha come funzione quella di collegare il pedale al perno del cambio sul carter, quest'asta è munita di una regolazione di lunghezza, per poter alzare o abbassare la leva del cambio.

## Pedale di bicicletta
Nella bicicletta, i pedali sono degli appositi appoggi per i piedi studiati per trasmettere il movimento delle gambe del ciclista alla ruota posteriore della bicicletta. Questi pedali sono avvitati alle pedivelle in senso contrario al moto (affinché non si svitino durante la pedalata).
Ne esistono di vari tipi e forme, a seconda dell'uso a cui sono destinati:
- Con puntapiede, nelle bici da corsa fino agli anni '80 erano in alluminio o in acciaio e presentavano nella parte anteriore una gabbietta chiamata puntapiede, che accoglieva la punta del piede ed evitava di perdere il pedale, che poteva essere fissata saldamente mediante una striscia di cuoio o avvitata al pedale stesso. Nelle prime mountain bike avevano una maggior larghezza per permettere una maggior base d'appoggio su terreni accidentati.
- Cinghie fermapiedi, vengono generalmente utilizzati in accoppiata ai puntapiede e permettono d'avere un piede saldo sul pedale
- Con sgancio rapido In seguito, sia sulle bici da corsa che sulle mountain bike, si sono sviluppati i pedali a sgancio rapido, in cui è presente un meccanismo che permette di agganciarli con la scarpa, sulla suola della quale è presente un'apposita tacca. Questo meccanismo permette una pedalata più composta e più redditizia, permettendo anche di mettere il piede a terra in modo molto rapido, semplicemente ruotandolo di qualche grado per sganciarlo, i sistemi presenti sul mercato sono LOOK, SPD (Shimano Pedaling Dynamic, introdotti nel 2000[4]) e ATAC (Auto Tension Adjustment Concept).
- Flat simili ai pedali tradizionali, ma con una struttura più snella e superficie piatta munita di grani che fungono da denti e aggrappano la suola delle scarpe
- Normali Le normali bici da passeggio hanno ancora i pedali comuni, che hanno generalmente l'intelaiatura in acciaio o alluminio e parti in plastica dura.
- Ibrido Si tratta di un pedale che combina due tipologie di pedali, i pedali normali/flat con i pedali a sgancio rapido, questo permette un uso più versatile del pedale e della bicicletta.

## Pedale della macchina da cucire

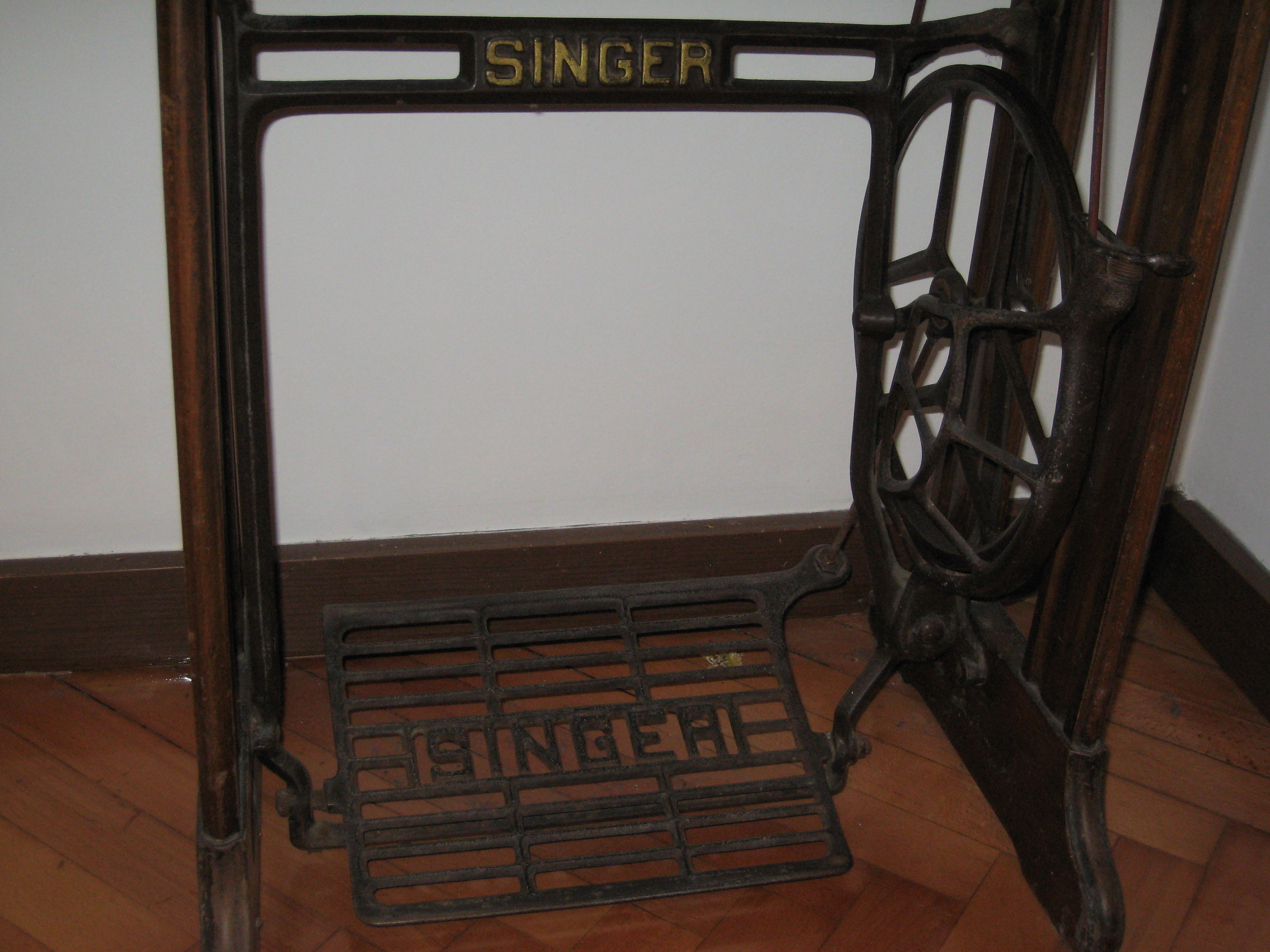
Pedale di una macchina da cucire

Il pedale della macchina da cucire può essere di 2 tipi, uno di tipo puramente meccanico e l'altro di tipo elettrico.
Il pedale meccanico oscillante della macchina da cucire è collegato alla macchina tramite un'asta che aziona una ruota. Muovendo su e giù (o più precisamente facendo oscillare) il pedale oscillante della macchina da cucire si alza e si abbassa alle estremità anteriori e posteriori, l'asta che è collegata ad una estremità del pedale è collegata anche eccentricamente alla ruota e ne provoca la rotazione; quindi a seconda della velocità di azionamento del pedale si varia la velocità di cucitura.
Il pedale elettrico montato invece nei modelli recenti non è altro che un interruttore che apre o chiude un contatto, agendo così sull'azionamento del motore elettrico che comanda i meccanismi di cucitura al posto dell'operatore.

Di solito è dotato anche di un variatore (sensore di pressione o posizione), che consente di variare la velocità di cucitura a seconda della pressione che si esercita sul pedale.